# 米百俵
米百俵（こめひゃっぴょう），日本典故，日语原意为一百袋米。
在日本江户时代的戊辰战争中败北的長岡藩，百废待兴。长冈藩的一个支藩三根山藩送来一百袋大米作为慰问，但是当时的长冈藩大参事小林虎三郎并没有把这些米分给手下的武士，而是拿这些珍贵的大米作为建立国汉学校的启动资金。由此产生了所谓“米百俵”的精神，也就是说，在最艰苦的时候，应立足于长远，忍一时之困难，将有限的资源用于最根本的事业。